# Quaife R4 GTS
Der Quaife R4 GTS ist ein von Quaife Engineering entwickelter und gebauter Rennwagen im Grand Turismo-Stil. Er wurde nach dem GT1-Reglement gebaut und nahm 1998, 1999 und 2001 an ausgewählten Runden der britischen GT-Meisterschaft teil, wo er als Technologieträger für die Antriebsprodukte des Unternehmens diente.
Der R4 GTS ist einer von drei GT1-Rennwagen mit Vierradantrieb, die jemals produziert wurden. Die anderen sind sein unmittelbarer Vorgänger sowie als Nachfolger der Bugatti EB 110.

## Geschichte
Ab 1996 nahm Quaife Engineering mit einem stark modifizierten Ford Escort RS Cosworth an der Britischen GT-Meisterschaft in der GT1-Klasse teil. Der mit Quaifes eigener Antriebstechnologie ausgestattete Escort mit Allradantrieb nahm an der Meisterschaft teil und diente als Werbemaßnahme sowie als Testfahrzeug für Quaifes Rennprodukte. Ab 1998 zog sich Quaife aus dem Escort zurück und kündigte einen GT1-Rennwagen an, der komplett von Quaife selbst entwickelt wurde. Um die Anforderungen der GT1-Homologation zu erfüllen, die die Produktion von mindestens einem Chassis mit Straßenzulassung vorschrieb, baute Quaife neben dem Rennwagen auch ein Straßenfahrzeug.
Der R4 GTS wurde von Firmeninhaber Mike Quaife bei den meisten GT1 Rennen gefahren und erreichte einmal den siebten Platz in der Gesamtwertung, hatte es aber schwer, sich gegen Werksmaschinen wie McLaren F1 GTR, Porsche 911 GT1 und Lister Storm GTL durchzusetzen. Nachdem der R4 GTS in den Jahren 1998 und 1999 die meisten Rennen bestritten hatte, trat er 2001 mehrmals an, bevor er still und leise zurückgezogen wurde.

## Allgemeine Zahlen
Teilgenommene Saisonen: 1998–1999, 2001
Anzahl der teilgenommenen Events: 21 (einschließlich 3 Rennen, bei denen nicht gestartet wurde, und 1 offizieller Test)
Gesamtzahl der teilgenommenen Rennen in der GT1: 21 (enthält 8 Zieleinläufe und 9 Ausfälle, davon beendet: 47 %)

## Errungenschaften
Die Resultate waren enttäuschend. Eine erfolgreiche Etablierung in der GT1 gelang Quaife nicht.
Bestes Ergebnis: Platz 7

## Fahrer und Strecken
- Häufigste Fahrer: Mike Quaife (21), Simon Duerden (5), Graham Hathaway (5), Philip Hopkins (5), Paul Lee (4), Graham Morris (2)
- Häufigste Strecken: Silverstone (8), Donington (4), Spa (2), Brands Hatch (2), Thruxton (1), Snetterton (1), Rockingham (1), Oulton Park (1), Croft (1)
- Häufigste Länder: Vereinigtes Königreich (19), Belgien (2)[6]

## Technische Daten
| Hersteller                       | Quaife                             |
| Modellbezeichnung                | R4-GTS                             |
| Produktionsjahr                  | 1998                               |
| Karosserietyp                    | Coupé                              |
| Türen                            | 2                                  |
| Sitze                            | 2                                  |
| Motorposition                    | Mittelmotor                        |
| Antriebsformel                   | 4x4                                |
| Treibstoff                       | Benzin                             |
| Motorbauart                      | V8                                 |
| Kühlung                          | Flüssigkeitskühlung                |
| Hubraum                          | 5999 cm³                           |
| Ventilsteuerung                  | OHV                                |
| Ventile pro Zylinder             | 2                                  |
| Maximale Leistung [kW / PS / hp] | 441 / 600 / 592 bei 7500/min       |
| Maximales Drehmoment [Nm]        | 745                                |
| Getriebe                         | Sechsgang-Getriebe, handgeschaltet |
| Radstand                         | 2.616 mm                           |
| Länge                            | 4.572 mm                           |
| Breite                           | 1.880 mm                           |
| Höhe                             | 1.118 mm                           |
| Gewicht                          | 1.150 kg                           |
| Höchstgeschwindigkeit            | 300 km/h                           |

## Alle Ergebnisse

### 1998
| Datum      | Rennen                 | Fahrzeugnummer | Fahrer            | Team                | Platzierung |
| ---------- | ---------------------- | -------------- | ----------------- | ------------------- | ----------- |
| 23.3.1998  | Test Silverstone       |                | Quaife / Lee      |                     | 9.          |
| 05.04.1998 | British GT Silverstone | 4              | Lee / Quaife      | Quaife Developments | 7.          |
| 04.05.1998 | British GT Oulton Park | 4              | Quaife / Lee      | Quaife Developments | DNF         |
| 14.06.1998 | British GT Snetterton  | 4              | Quaife / Lee      | Quaife Developments | DNF         |
| 12.07.1998 | British GT Silverstone | 4              | Quaife / Hathaway | Quaife Developments | DNF         |
| 02.08.1998 | British GT Donington   | 4              | Quaife / Hathaway | Quaife Developments | 10.         |
| 23.08.1998 | British GT Silverstone | 4              | Quaife / Hathaway | Quaife Developments | DNS         |
| 27.09.1998 | British GT Spa         | 4              | Quaife / Hathaway | Quaife Developments | 14.         |
| 04.10.1998 | British GT Silverstone | 4              | Quaife / Hathaway | Quaife Developments | DNF         |

### 1999
| Datum      | Rennen                  | Fahrzeugnummer | Fahrer           | Team               | Platzierung |
| ---------- | ----------------------- | -------------- | ---------------- | ------------------ | ----------- |
| 11.7.1999  | British GT Silverstone  | 4              | Quaife / Duerden | Quaife             | DNA         |
| 07.08.1999 | British GT Donington I  | 4              | Duerden / Quaife | Quaife Engineering | DNF         |
| 08.08.1999 | British GT Donington II | 4              | Duerden / Quaife | Quaife Engineering | DNF         |
| 22.08.1999 | British GT Silverstone  | 4              | Quaife / Duerden | Quaife Engineering | 10.         |
| 05.09.1999 | British GT Croft        | 4              | Quaife / Duerden | Quaife Engineering | DNA         |
| 26.09.1999 | British GT Spa          | 4              | Quaife / Duerden | Quaife             | 8.          |
| 10.10.1999 | British GT Silverstone  | 4              | Quaife / Duerden | Quaife Engineering | 8.          |

### 2001
| Datum      | Rennen                  | Fahrzeugnummer | Fahrer           | Team                        | Platzierung |
| ---------- | ----------------------- | -------------- | ---------------- | --------------------------- | ----------- |
| 01.04.2001 | British GT Silverstone  | 35             | Quaife / Hopkins | Quaife/Hopkins Motorsport   | DNA         |
| 15.04.2001 | British GT Snetterton   | 35             | Quaife / Hopkins | Quaife/Hopkins Motorsport   | DNA         |
| 29.04.2001 | British GT Donington I  | 35             | Quaife / Hopkins | Quaife / Hopkins Motorsport | DNF         |
| 28.05.2001 | British GT Croft        | 35             | Hopkins / Quaife | Quaife/Hopkins Motorsport   | 11.         |
| 10.06.2001 | British GT Rockingham   | 35             | Quaife / Hopkins | Quaife / Hopkins Motorsport | DNS         |
| 08.07.2001 | British GT Brands Hatch | 35             | Hopkins / Quaife | Quaife / Hopkins Motorsport | DNS         |
| 02.09.2001 | British GT Thruxton     | 35             | Quaife / Hopkins | Hopkins Motorsport          | DNF         |
| 16.09.2001 | British GT Brands Hatch | 36             | Quaife / Morris  | Quaife Engineering          | 10.         |
| 29.09.2001 | British GT Silverstone  | 36             | Quaife / Morris  | Quaife Engineering          | DNF         |